# Bologna (Perledo)
Bologna, ma più comunemente conosciuta dai villeggianti come Bolognina (Bulugnìna in dialetto lecchese locale) è una frazione del comune di Perledo che conta all'incirca 40 abitanti ed è situata a 600 m s.l.m. Posta sulle pendici della Grigna sulla strada che porta a Esino Lario.
La posizione circa a metà del Lario, a mezza costa su un pendio scosceso direttamente sopra Varenna, permette di spaziare con la vista sul lago, sia del ramo di Como che di quello di Lecco e sul triangolo Lariano.